# Astemo Rivale Ibaraki
L'Astemo Rivale Ibaraki (Astemoリヴァーレ茨城) è una società pallavolistica femminile giapponese, con sede a Hitachinaka: milita nel campionato giapponese di SV.League; il club appartiene all'azienda Hitachi.

## Storia
L'Hitachi Sawa Rivale viene fondato nel 1980, dalla azienda Hitachi. Nella stagione 1985-86 debutta nel campionato cadetto giapponese, allora chiamato Business League, retrocedendo tuttavia al termine della stagione. Promosso nuovamente nel 1989 in Business League, vi milita per otto stagioni, prima di retrocedere nuovamente nelle categorie regionali. Dopo una sola stagione, nel 1998, è nuovamente promosso nel campionato cadetto, che vince per la prima volta nell'annata 1997-98, ottenendo anche la prima promozione nella massima serie, la V.League. 
Dopo due sole stagioni però retrocede nuovamente in serie cadetta, ora chiamata V1 League, dove milita per due annate, vincendo altrettante volte il campionato ed ottenendo una nuova promozione in V.League: vi disputa sette campionati, retrocedendo dopo il Challenge Match al termine della stagione 2008-09. Durante la prima stagione nella rinominata V.Challenge League, vince subito il campionato, ma fallisce l'accesso alla massima serie. Nel 2010 cambia nome in Hitachi Rivale. Dopo aver vinto il quinto titolo cadetto ed aver fallito altre due promozioni al Challenge Match, al termine della stagione 2012-13 rientra nella massima serie, battendo le Denso Airybees.
Nel 2021 muta nuovamente denominazione in Hitachi Astemo Rivale, cambiando anche i propri colori sociali in blu e rosso.

## Rosa 2019-2020
| N° | Nome             | Ruolo | Data di nascita   | Nazionalità sportiva |
| -- | ---------------- | ----- | ----------------- | -------------------- |
| 1  | Ruriko Uesaka    | S     | 7 settembre 1999  | Giappone             |
| 2  | Yuka Onodera     | P     | 22 marzo 1997     | Giappone             |
| 3  | Uran Horii       | S     | 25 febbraio 1995  | Giappone             |
| 4  | Miyu Kubota      | S     | 24 maggio 1995    | Giappone             |
| 5  | Hannah Tapp      | C     | 21 giugno 1995    | Stati Uniti          |
| 6  | Maiha Haga       | C     | 11 maggio 1993    | Giappone             |
| 7  | Kanako Saito     | L     | 3 giugno 1994     | Giappone             |
| 8  | Miya Satō        | P     | 7 marzo 1990      | Giappone             |
| 9  | Hisae Watanabe   | S     | 11 aprile 1992    | Giappone             |
| 10 | Anna Koike       | L     | 16 dicembre 1996  | Giappone             |
| 11 | Asato Nakamura   | C     | 2 marzo 1997      | Giappone             |
| 13 | Miwako Osanai    | S     | 19 luglio 1997    | Giappone             |
| 14 | Mai Irisawa      | C     | 2 giugno 1999     | Giappone             |
| 15 | Sakura Doi       | S     | 28 marzo 1995     | Giappone             |
| 16 | Asuka Makiguchi  | S     | 10 agosto 1999    | Giappone             |
| 17 | Fuyumi Okumu Oba | S     | 27 giugno 1998    | Giappone             |
| 18 | Sarina Sakai     | P     | 11 settembre 1997 | Giappone             |

## Denominazioni precedenti
- 1980-2010: Hitachi Sawa Rivale
- 2010-2021: Hitachi Rivale
- 2021-2024: Hitachi Astemo Rivale